# Краснопёров, Олег Владимирович
Оле́г Влади́мирович Краснопёров (укр. Олег Володимирович Краснопьоров; род. 25 июля 1980[…], Жданов, Донецкая область) — украинский футболист, полузащитник. В прошлом игрок национальной сборной Украины, известен по выступлениям за мариупольский «Ильичёвец», полтавскую «Ворсклу» и харьковский «Металлист». После завершения карьеры игрока стал футбольным тренером.

## Карьера в сборной
За сборную Украины дебютировал в ноябре 2008 года в матче против сборной Норвегии. Впоследствии сыграл ещё в двух матчах за сборную: против сборных Польши и Чили. 

## Достижения
- Обладатель Кубка Украины: 2008/09
- Серебряный призёр чемпионата Украины: 2012/13
- Бронзовый призёр чемпионата Украины: 2013/14